# 小林順
小林 順（こばやし じゅん、1969年〈昭和44年〉5月29日 - 2024年〈令和6年〉2月6日）は、ラジオ番組を中心に活動していたディレクター、放送作家。制作会社・株式会社Ø（ファイ）取締役。愛称は「コバジュン」。

## 来歴・人物
千葉市出身。千葉県立千葉西高等学校出身。日本大学芸術学部放送学科卒業。血液型O型。
かつては『デーモン小暮のオールナイトニッポン』の常連リスナーであり、ウン小林山の四股名（この番組でいうところのペンネーム）ではがきを出していた。後には『本名：ウン小林山』で出すようになり、四股名を別に付けていたということがあった。また、この番組のイベントとして行われた『ヌラリュージョン』では声出しで出演し、割り箸を後頭部から突き当てて口からまた割り箸を出すというような芸を披露し、優勝した。この番組ではこの後にもADとして関わっている。その後、サウンドマン預かり（所属ではない）のフリーディレクターを経て、2006年に株式会社ファイの取締役に就任。
2024年2月6日、死去。54歳没。

## 過去の担当番組

### 一般の番組
- LF+RフライングNIGHT!
- グローバーのウラナイ!
- 知ってる?24時。
- TOYOTA 飛び出せ街かど天気予報
- 裕司と雅子のガバッといただき!!ベスト30
- 土曜だ!いい朝KOASAクン
- hiro素顔でMelody Fair
- 鶴光の噂のゴールデンアワー
- ラジオビバリー昼ズ
- ウィークリーMOC（モバイル放送）
- エンタメMOC（モバイル放送）
- 石川・ホンマ・ぶるんのBe-side Your Life - プロデューサー
- 中居正広 ON&ON AIR
- デーモン閣下 地獄のWebTalk
- ユウのBe-side Your Life
- さかいかなのBe-side Your Life

### オールナイトニッポン
- デーモン小暮のオールナイトニッポン
  - デーモン閣下のオールナイトニッポンモバイル
- 大槻ケンヂのオールナイトニッポン
- さくらももこのオールナイトニッポン
- 加藤いづみのオールナイトニッポン
- 中居正広のオールナイトニッポン
- 福山雅治のオールナイトニッポン
- FUSE・TAKUのオールナイトニッポン
- 平松愛理のオールナイトニッポン
- 橘いずみのオールナイトニッポン
- 柿島伸次のオールナイトニッポン
- 久保こーじのオールナイトニッポン
- 山本シュウのオールナイトニッポン
- 松村邦洋のオールナイトニッポン
- つんくのオールナイトニッポン
- スキップカウズ・イマヤスのオールナイトニッポン
- ゆずのオールナイトニッポン
- ポルノグラフィティのオールナイトニッポン
- オールナイトニッポンR・夜明けのJanne Da Arc
- 福山雅治のオールナイトニッポンサタデースペシャル・魂のラジオ
- GO!GO!7188のオールナイトニッポンR
- 石井和義のオールナイトニッポンR

### アニラジ
- 岩男潤子と荘口彰久のスーパーアニメガヒットTOP10
- アニガメパラダイス
- 東京キャラクターショーRADIO
- らっきー☆ちゃんねる
  - らっきー☆ちゃんねる
  - らっきー☆ちゃんねる-陵桜学園放課後の机-
  - 新らっきー☆ちゃんねる
  - 元祖らっきー☆ちゃんねる
- うたプリラジオ
  - 鈴村＆下野のキスよりすごい うた☆プリ放送室
  - 鈴村&下野の共に愛を奏でる うた☆プリ放送室Debut
  - 鈴村＆下野の2人でもうたプリ放送局All Star
  - 鈴村＆下野の愛を届ける うた☆プリ放送局
- GRANRODEO 愛すべきSTUPID
- GRANRODEO RADIO ROCK☆SHOW
- スクウェア・エニックスPresents 週刊ラジマガ編集部
- 涼宮ハルヒの憂鬱 SOS団ラジオ支部
- ダイナミューズ・アニメ特別授業
- D.C. 〜ダ・カーポ〜 初音島放送局
- 森久保祥太郎と福井裕佳梨のトテカンラジオ
- D.C.II 〜ダ・カーポII〜 風見学園放送部
- ケロロとギロロの地球侵略ラヂオ
- ナナカナ
- AZUのラジオ
- AN's ALL STARSのANS'N ROLL
- yozuca* Music-Go-Round
- ポケクリ!ケータイ小説放送局
- 名塚佳織と吉野裕行のガンガンいこうぜ!
- 戦国ロック
- 探偵オペラ ミルキィホームズ 明智小衣の取調室
- 咎狗の血〜Toshima Station〜
- 森久保祥太郎・寺島拓篤・梶裕貴 ★★★プロデュース
- 戦国BASARA 俺様らじお。
- ぼんぼりラジオ・花いろ放送局
- ガンダムAGE×3ラジオ
- 南條愛乃と紗綾のイモートコントロール
- 古典部の屈託
- 勇者になれなかった俺たちはしぶしぶラジオを始めました。略して、「しぶラジ」
- アクセル・ワールド〜加速するラジオ〜
- ラジオ・アラタカンガタリ〜らじかん〜
- スクウェアエニックスちゃんねる
- GRANRODEOのDOKI×2ラジオジャンボリー
- 神あそラジオ
- 大垣きゅんラジオ
- RADIOアニメロミックスラブライブ！のぞえりRadioGarden
- ミューコミVR
- 茅原実里のradio minorhythm
- Kiramune presents Trignaiのキラキラ☆ビートR
- 南條愛乃・エオルゼアより愛をこめて
- 真・ジョルメディア 南條さん、ラジオする!
- DearDreamのドリフェス!ラジオ
- ティアラジオ